# 勞拉·英格拉漢姆
勞拉·安妮·英格拉漢姆（Laura Anne Ingraham，1963年6月19日—）是美國的一位廣播脫口秀主持人、暢銷書作家和保守派政論家。她是福斯新聞頻道The O'Reilly Factor的固定來賓。英格拉漢姆出生在康涅狄格州，曾經就讀於達特茅斯學院。